# Hmeleva, Zolociv
Hmeleva (în ucraineană Хмелева) este un sat în comuna Ruda-Koltivska din raionul Zolociv, regiunea Liov, Ucraina.

## Demografie
Componența lingvistică a localității Hmeleva
     Ucraineană (98,32%)
     Alte limbi (0,56%)
Conform recensământului din 2001, majoritatea populației localității Hmeleva era vorbitoare de ucraineană (98,32%), existând în minoritate și vorbitori de polonă (1,12%).